# Зграда општине Алексинац
Зграда општине Алексинац је подигнута у међуратном периоду, у првој половини 20. века, на месту старе зграде Окружног начелства из 1848. године.
Приликом реконструкције из 1929. године, за разлику од зграде где је данас смештена полицијска станица, са одликама регионалног стила, зграда општине је обликована делимичним одликама модернистичке архитектуре из међуратног периода модернизма, која се огледа у заобљеном прочељу зграде. Спој академизма и модернизма на згради Општине Алексинац уочљив је на споју заобљене форме својствене модернизму и декоративне пластике и орнамената специфичних за академизам и визуелни језик јавних објеката.